# Андрейцев Іван Федорович
Іва́н Фе́дорович Андре́йцев (* 12 квітня 1912, село Велика Слобідка, нині Кам'янець-Подільського району Хмельницької області — † 24 грудня 1985, Велика Слобідка) — повний кавалер ордена Слави.

## Біографія
До війни працював їздовим у колгоспі. 1941 року призвано до армії, воював на території Молдавії. 1941 року під Сокирянами потрапив у оточення і полон. Німці, оскільки Айдрейцев був з окупованої території, відпустили його.
До 1944 року проживав у рідному селі. Після визволення села мобілізовано на фронт. Був кулеметником.
Орден Слави першого ступеня (1944) — за знищення в бою 15 солдатів противника.
Орден Слави другого ступеня (1944) — за доблесть і відвагу при звільненні Тернополя: взяв у полон 8 німецьких солдат-розвідників.
Орден Слави третього ступеня (1945, вручено 1974) — за хоробрість у боях за звільнення Праги.
Після війни працював у колгоспі «Україна» їздовим, у будівельній бригаді.
Один із героїв документального фільму «Герої Кам'янеччини» (1992, автор сценарію Йосип Ляхнович, оператор-постановник Григорій Павленко).
До 100-річчя з дня народження героя на його оселі в селі Велика Слобідка встановлено меморіальну дошку.